# Kiotina bifurcata
Kiotina bifurcata är en bäcksländeart som beskrevs av Bill P.Stark och Ignac Sivec 2008. Kiotina bifurcata ingår i släktet Kiotina och familjen jättebäcksländor. Inga underarter finns listade i Catalogue of Life.